# Хлоховец
Хлоговец (слч. Hlohovec, мађ. Galgóc) град је на југозападу Словачке у Трнавском крају на обали реке Вах. Глоговец има 20.274 становника.
Хлоговец се налази између градова Трнава и Нитра у близини бање Пијешћани.

## Историја
Први писани докази о постојању овог места су из 1113, када је у тзв. Другој Зоборској повељи поменут град Галгоц. Статус града је добио 1362. Османска војска је 1663. освојила град и као ејалет Холок, припојила га санџаку Ујвар (Нове Замке). Аустријска војска је повратила град 1685.
Ранији називи за Хлоговец су били на немачком Фрајштад (Freistadt), Фраштак (Frašták) на словачком и Галгоц (Galgóc) на мађарском. Глоговец се често назива и град ружа (mesto ruží)
Хлоговец је данас регионални центар познат по фармацеутској индустрији. Садашњи градоначелник града је Јан Длхополчек.

## Знаменитости
- Замак Хлоговец
- Трг светог Михаила

- Катедрала светог Михаила
- Парк у околини замка

Главна знаменитост града је замак изграђен у барокном стилу 1720. Изграђен је на месту претходне словенске насеобине и средњовековног утврђења. У оквиру замка налази се Ампир позориште основано 1802. у ком је наступао и Лудвиг ван Бетовен на шта подсећа биста постављена испред зграде позоришта, школа јахања основана у 18. веку и барокни баштенски павиљон.
На тргу светог Михаила налази се катедрала изграђена у готском стилу са богато украшеном портом. Поред ње се налази капела свете Ане из 18. века. На северном ободу градског језгра налази се франњевачка црква и манастир саграђени 1492. Део манастирског имања данас заузима Музеј народне историје и географије.
Парк око замка са језером и француским терасама је веома посећен између осталог због великог броја ретких врста дрвета посебно горског јавора Acer pseudoplatanus.

## Становништво
| Година:    | 1994.  | 2004.   | 2014.   | 2024.    |
| ---------- | ------ | ------- | ------- | -------- |
| Број људи: | 24 054 | 23 151  | 22 264  | 19 458   |
| Разлика:   |        | -3,75 % | -3,83 % | -12,60 % |

| Година:    | 2023.  | 2024.   |
| ---------- | ------ | ------- |
| Број људи: | 19 774 | 19 458  |
| Разлика:   |        | -1,59 % |

Према попису из 2021. у граду је живело 20.556 становника. Од тога 92,21% су били Словаци, 0,12% Роми и 0,38% Чеси. Католици су чинили 60,69% становништва, атеисти 26,07% и 2,18% Лутеранци.

## Градови побратими
- - Де Пан
- - Хранице
- - Словенске Коњице